# Jasper Tudor
Jasper Tudor (1431 – tra il 21 e il 26 dicembre 1495) è stato un militare e nobile gallese naturalizzato inglese, zio di Enrico VII d'Inghilterra, che aiutò a conquistare il trono inglese e a porre fine alla Guerra delle due rose.

## Entro la famiglia reale

Stemma di Jasper Tudor.

Jasper Tudor nacque nel 1431, secondogenito di Owen Tudor e di Caterina di Valois vedova di Enrico V d'Inghilterra. Suo fratello maggiore era Edmondo Tudor e loro fratellastro era il principe Enrico che una volta divenuto maggiorenne ed acquisita l'autonomia di governo creò Jasper Conte di Pembroke ed Edmund Conte di Richmond fra il 1452 e il 1453.
Dal lato paterno Jasper discendeva da Ednyfed Fychan (1170 circa-1246) che era stato Cancelliere per Llywelyn il Grande ed un altro dei suoi antenati si era sposato con la madre di Owain Glyndŵr, ultimo uomo a detenere il titolo di Principe del Galles al di fuori della famiglia reale inglese.
Dopo Jasper nacque un altro figlio chiamato Owen, come il padre, attorno al 1432. La regina lo partorì presso l'Abbazia di Westminster e i monaci lo tennero presso di loro allevandolo con il nome di Edward Bridgewater, una volta adulto egli rimase a vivere con i monaci fino alla morte avvenuta nel 1502. Secondo uno storico coevo di Enrico VII d'Inghilterra Caterina partorì almeno una figlia che divenne suora, anche se nient'altro si sa di lei, l'ultima nascita avvenne nel 1437..
Mentre era in corso l'ultima gravidanza, Caterina si accorse di essere malata e per questo si recò presso l'abbazia di Bermondsey dove sperava di ricevere aiuto ed assistenza, il 1º gennaio partorì una figlia che morì poco dopo e l'ex regina stilò un testamento e il 3 gennaio spirò. Subito dopo la sua morte, Owen venne arrestato; presumibilmente, i Reggenti per Enrico non avevano voluto farlo con la madre del re ancora viva e in grado di proteggerlo. All'epoca in cui Enrico V era morto, il Consiglio di reggenza aveva dichiarato che Caterina non avrebbe potuto risposarsi senza prima aver ottenuto il loro permesso e poiché Owen era di rango tanto inferiore al suo, di sicuro tale permesso non sarebbe mai stato accordato; a quanto pare, i due l'avevano però fatto lo stesso o almeno si erano comportati come coniugi per i successivi nove anni e adesso arriva l'occasione per vendicarsi dell'affronto subito. Owen venne mandato alla prigione di Newgate, mentre Edmund, Jasper e la sconosciuta sorella vennero affidati a Catherine de la Pole, suora in un convento dell'Essex e sorella di William de la Pole, I duca di Suffolk uno dei grandi favoriti di Enrico VI d'Inghilterra.
Catherine si occupò dei ragazzi sotto ogni aspetto fornendo loro anche alcuni servi quali fratellastri del re.
Owen Tudor non passò molto tempo in prigione e presumibilmente fu grazie all'interessamento di Enrico che poté uscirne. Inoltre, il re fece in modo di poter provvedere a lui e ai fratellastri anche se non è chiaro se egli sapesse della loro esistenza prima che sua madre si trovasse sul letto di morte. In cambio dei favori ricevuti, Jasper ed Edmund giurarono eterna fedeltà ad Enrico e alla Casa di Lancaster, giuramento che mantennero combattendo per esso e promuovendone gli interessi per tutta la vita. Attorno al 1442 i due ragazzi lasciarono il convento per andare a vivere a corte. Il re, ormai ventunenne, assunse dei precettori perché ricevessero un'istruzione culturale e morale, ma anche militare. Una volta adulti gli vennero date posizioni in seno all'esercito.
Nonostante Jasper ed i fratelli fossero partiti con uno status famigliare assai incerto poiché il matrimonio dei loro genitori, se c'era stato, era anche stato del tutto illegittimo, conobbero i privilegi di una vita agiata ed Enrico arrivò anche ad investire Jasper dell'Ordine della Giarrettiera nel 1459 e qualche anno prima l'aveva già creato Conte di Pembroke.
Le cose ovviamente cambiarono radicalmente quando nel 1461 al trono salì lo yorkista Edoardo IV d'Inghilterra che confiscò a Jasper ogni proprietà e titolo in virtù della sua fedeltà ai Lancaster. La Guerra delle due rose infuriava già dal 1455 e l'anno seguente suo fratello Edmund era morto lasciando una giovane vedova incinta, Margaret Beaufort, di appena tredici anni. Jasper si occupò di lei e di suo figlio Enrico permettendogli di continuare a vivere presso il Castello di Pembroke e non mancò di mantenersi fedele al detronizzato fratellastro Enrico.
Egli, insieme alla moglie e al figlio, si era dovuto rifugiare all'estero e Jasper rimase in contatto con la cognata Margherita d'Angiò battendosi perché il trono potesse tornare ai Lancaster nella persona del re Enrico o del principe Edoardo di Lancaster.

## Al servizio della famiglia
Nel 1470 i lealisti dei Lancaster riuscirono nel loro colpo migliore, insieme al rinnegato Richard Neville, XVI conte di Warwick, che aveva cambiato fazione, e a uno dei fratelli di Edoardo, Giorgio Plantageneto, I duca di Clarence, riuscirono a scacciare Edoardo IV e a riportare in patria Enrico e la famiglia. Tuttavia un anno dopo le cose cambiarono di nuovo, Clarence tornò a supportare il fratello ed insieme uccisero Neville, quel che ne seguì fu la sanguinosa Battaglia di Tewkesbury che vide la vittoria degli York, il ritorno di Edoardo IV e la morte del giovane Edoardo di Lancaster.
Fra il 1461 e il 1470 Jasper si era dovuto rifugiare in Bretagna per evitare la forca mentre il nipote veniva allevato dallo yorkista William Herbert e la cognata veniva sposata ad Harry Stafford. Quando Enrico VI era tornato al trono Jasper era tornato a corte insieme al giovane Enrico e a sua madre, ma quando la situazione si rovesciò nuovamente le cose erano ancora peggiori di prima
Enrico Tudor era l'unico erede dei Lancaster e Jasper si affrettò a portarlo con sé in Bretagna, mentre la cognata Margaret contrasse un matrimonio di convenienza con lo yorkista Thomas Stanley, I conte di Derby.
In Bretagna zio e nipote cercarono ed ottennero aiuto presso Francesco II di Bretagna, una prima spedizione fallì miseramente e il nuovo re Riccardo III d'Inghilterra chiese al primo ministro bretone di farli estradare. I due fuggirono quindi in Francia dove vennero accolti ed aiutati nei loro progetti di conquista, nella primavera del 1485 Jasper ed Enrico insieme a un certo numero di soldati francesi sbarcarono sulle coste inglesi e il 22 maggio incontrarono le truppe del re alla Battaglia di Bosworth Field. Riccardo III venne ucciso, Enrico salì al trono come Enrico VII d'Inghilterra, i Tudor presero la corona e la Guerra delle due rose si concluse con la vittoria dei Lancaster.
Jasper venne adeguatamente ricompensato dal nipote, gli venne restituito il titolo di conte, l'Ordine della Giarrettiera e in più venne anche creato Duca di Bedford, nel 1488 gli venne anche donato il Castello di Cardiff.

## Il matrimonio, la presunta discendenza e la morte
Nel 1485, Jasper sposò Caterina Woodville (1458 - 1497), figlia di Richard Woodville e Giacometta di Lussemburgo, e sorella di Elisabetta Woodville, che aveva sposato Edoardo IV d'Inghilterra. Dall'unione non nacquero figli. 
Jasper Tudor non riconobbe alcuna discendenza illegittima durante la sua vita, ma a partire dal 1530 iniziarono a spuntare documenti che indicavano che aveva avuto una figlia da una donna gallese, chiamata Ellen o Helen, che sarebbe divenuta moglie di William Gardiner e madre o altresì antenata di Thomas Gardiner, un monaco di Westminster che nel 1528 era divenuto priore di Tynmouth su raccomandazione di Maria Bolena e che qualche anno dopo rivendicò, sulla base della sua presunta ascendenza, il sigillo di Jasper Tudor. In seguito, a Ellen/Helen sarebbe stata attribuita anche la maternità del vescovo Stephen Gardiner, il cui padre si chiamava pure William. L'esistenza di questa figlia, la sua paternità e la sua discendenza sono tutti oggetto di accesi dibattiti in ambito storiografico. 
In tempi molto posteriori, venne attribuita a Jasper, senza prove, una seconda figlia di nome Joan, la quale sarebbe stata la storicamente sconosciuta madre di Morgan Williams, il quale sposò Catherine Cromwell (sorella di Thomas Cromwell) e fu, attraverso il loro figlio Richard, antenato di Oliver Cromwell.  
Jasper morì nel dicembre 1495, in una data compresa fra il 21 e il 26.

## Ascendenza
|                       |                    |                                   | Genitori              |  |  | Nonni |  |  | Bisnonni         |  |  | Trisnonni            |  |
|                       |                    |                                   |                       |  |  |       |  |  | Tudur ap Goronwy |  |  | Goronwy ap Tudur Hen |  |
|                       |                    |                                   |                       |  |  |       |  |  | Tudur ap Goronwy |  |  | Goronwy ap Tudur Hen |  |
|                       |                    | Gwerfyl ferch Madog               |                       |  |  |       |  |  | Tudur ap Goronwy |  |  |                      |  |
| Maredudd ap Tudur     |                    |                                   |                       |  |  |       |  |  | Tudur ap Goronwy |  |  |                      |  |
|                       |                    | Marged ferch Tomos                | …                     |  |  |       |  |  |                  |  |  |                      |  |
|                       |                    | Marged ferch Tomos                | …                     |  |  |       |  |  |                  |  |  |                      |  |
|                       |                    | Marged ferch Tomos                | …                     |  |  |       |  |  |                  |  |  |                      |  |
| Owen Tudor            |                    | Marged ferch Tomos                |                       |  |  |       |  |  |                  |  |  |                      |  |
|                       |                    | Dafydd Fychan                     | …                     |  |  |       |  |  |                  |  |  |                      |  |
|                       |                    | Dafydd Fychan                     | …                     |  |  |       |  |  |                  |  |  |                      |  |
|                       |                    | Dafydd Fychan                     | …                     |  |  |       |  |  |                  |  |  |                      |  |
| Margaret ferch Dafydd |                    | Dafydd Fychan                     |                       |  |  |       |  |  |                  |  |  |                      |  |
|                       |                    | Nest ferch Ieuan                  | …                     |  |  |       |  |  |                  |  |  |                      |  |
|                       |                    | Nest ferch Ieuan                  | …                     |  |  |       |  |  |                  |  |  |                      |  |
|                       |                    | Nest ferch Ieuan                  | …                     |  |  |       |  |  |                  |  |  |                      |  |
| Jasper Tudor          |                    | Nest ferch Ieuan                  |                       |  |  |       |  |  |                  |  |  |                      |  |
|                       | Carlo V di Francia | Giovanni II di Francia            |                       |  |  |       |  |  |                  |  |  |                      |  |
|                       | Carlo V di Francia | Giovanni II di Francia            |                       |  |  |       |  |  |                  |  |  |                      |  |
|                       | Carlo V di Francia | Bona di Lussemburgo               |                       |  |  |       |  |  |                  |  |  |                      |  |
| Carlo VI di Francia   | Carlo V di Francia |                                   |                       |  |  |       |  |  |                  |  |  |                      |  |
|                       |                    | Giovanna di Borbone               | Pietro I di Borbone   |  |  |       |  |  |                  |  |  |                      |  |
|                       |                    | Giovanna di Borbone               | Pietro I di Borbone   |  |  |       |  |  |                  |  |  |                      |  |
|                       |                    | Giovanna di Borbone               | Isabella di Valois    |  |  |       |  |  |                  |  |  |                      |  |
| Caterina di Valois    |                    | Giovanna di Borbone               |                       |  |  |       |  |  |                  |  |  |                      |  |
|                       |                    | Stefano III di Baviera-Ingolstadt | Stefano II di Baviera |  |  |       |  |  |                  |  |  |                      |  |
|                       |                    | Stefano III di Baviera-Ingolstadt | Stefano II di Baviera |  |  |       |  |  |                  |  |  |                      |  |
|                       |                    | Stefano III di Baviera-Ingolstadt | Isabella d'Aragona    |  |  |       |  |  |                  |  |  |                      |  |
| Isabella di Baviera   |                    | Stefano III di Baviera-Ingolstadt |                       |  |  |       |  |  |                  |  |  |                      |  |
|                       |                    | Taddea Visconti                   | Bernabò Visconti      |  |  |       |  |  |                  |  |  |                      |  |
|                       |                    | Taddea Visconti                   | Bernabò Visconti      |  |  |       |  |  |                  |  |  |                      |  |
|                       |                    | Taddea Visconti                   | Regina della Scala    |  |  |       |  |  |                  |  |  |                      |  |
|                       |                    | Taddea Visconti                   |                       |  |  |       |  |  |                  |  |  |                      |  |